# 로우릿시
로우릿시(광둥어: 勞烈斯 Lou4 Lit6 Si1, 중국어 간체자: 劳烈斯, 정체자: 勞烈斯, 병음: Láolièsī 라오례쓰[*], 한자음: 로렬사, 1995년 11월 22일~), 또는 바수데바 다스 리예이 누녜스(스페인어: Vasudeva Das Lilley Nuñez)는 홍콩의 축구 선수로 포지션은 센터백이다. 현재 중국 갑급리그의 광시 핑궈와 홍콩 축구 국가대표팀에서 활동하고 있다.

## 개인사
로우릿시는 1995년 홍콩에서 영국인 아버지와 멕시코인 어머니 사이에서 6자녀 중 5째로 태어났다. 그가 어렸을 때 부모님이 이혼했고 가족들은 라마섬에서 어린 시절을 보냈다. 가난했던 집안 환경으로 인해 가족들은 3, 4번 집을 잃을 상황을 겪었고 그는 가족들이 학교 등록금을 부담할 수 없어 중학교 3학년에 학교를 중퇴했다.